# Pionjärrörelse

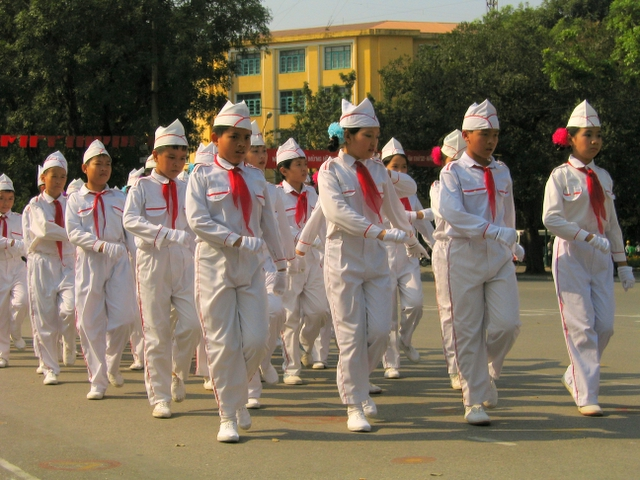
Pionjärer i Vietnam.

En pionjärrörelse är en ungdomsorganisation som är en del av en kommunistisk rörelse. Omfattande pionjärrörelser har förekommit i Sovjetunionen (Sovjetunionens unga pionjärer) och övriga östblocket.

## Tillkomst
Pionjärrörelsen är inspirerad av scoutrörelsen; scoutorganisationer var förbjudna i de realsocialistiska länderna. En stor skillnad är att pionjärerna är partianknutna.

## Länder med pionjärverksamhet
Pionjärverksamhet finns för närvarande i: 
- Belarus - Belarusiska republikanska ungdomsförbundet
- Belgien - Belgiska Arbetarpartiets pionjärer
- Kina - Yngre pionjärerna i Kina
- Kuba - José Martí pionjärorganisation
- Cypern - EDON
- Finland - Finlands demokratiska pionjärers förbund
- Tjeckien - Pionjärerna (Numera en icke-politisk organisation som organiserar fritidsaktiviteter för barn)
- Nordkorea - Yngre pionjärers korps
- Ryssland - Pionjärerna
- Spanien - Pionjärerna (En organisation inom det kommunistiska partiet i Baskien)
- Tadzjikistan - Kung Somonis arv
- Syrien - Baathpartiets pionjärer
- Vietnam - Ho Chi Minh Young pionjärer

## Länder som tidigare haft pionjärverksamhet
- Albanien - Enver Hoxhas pionjärer
- Bulgarien - Dimitrovist pionjärorganisationen "Septemberists”
- Tjeckoslovakien - Pionjärerna
- Jugoslavien - Pionjärerna
- DDR - Ernst Thälmanns pionjärorganisation
- Ungern - Úttörőszövetség
- Malawi - Malawi ungdomspionjärer
- Norge - Unga pionjärer
- Polen - ZHP
- Rumänien - Pionjärorganisationen